# 徐萍华
徐萍华（1961年8月—），女，汉族，天津人，中华人民共和国政治人物。中央党校研究生学历、中山大学政治经济学硕士学位。

## 生平
1979年7月参加工作，早年为广东制药厂化验室化验员，后任该厂团委干事、副书记、书记。1984年6月加入中国共产党。1985年1月，进入共青团广州市委，历任组织部副部长、副秘书长、城工部部长、副书记、党组成员。1992年9月，赴共青团广东省委任职，历任副书记、书记。1999年12月，任中共佛山市委常委、副市长。2003年6月，任中共佛山市委副书记兼组织部部长。2006年10月，任广东省林业局局长。2008年2月，任中共清远市委副书记，次月任清远市人民政府市长。2011年1月任中共肇庆市委书记，3月当选市人大常委会主任。2016年3月底，转任广东省人民政府副秘书长。2016年6月，被免去广东省人民政府副秘书长职务。